# Flip Records
La Flip Records è un'etichetta discografica statunitense, fondata da Jordan Schur nel 1994. Ha prodotto i lavori di gruppi metal come Limp Bizkit, Staind, Dope e Cold.